# Władysław Rubin

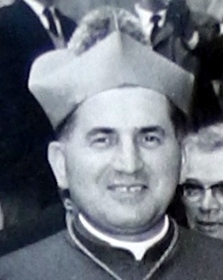
Władysław Rubin als Weihbischof in Gnesen

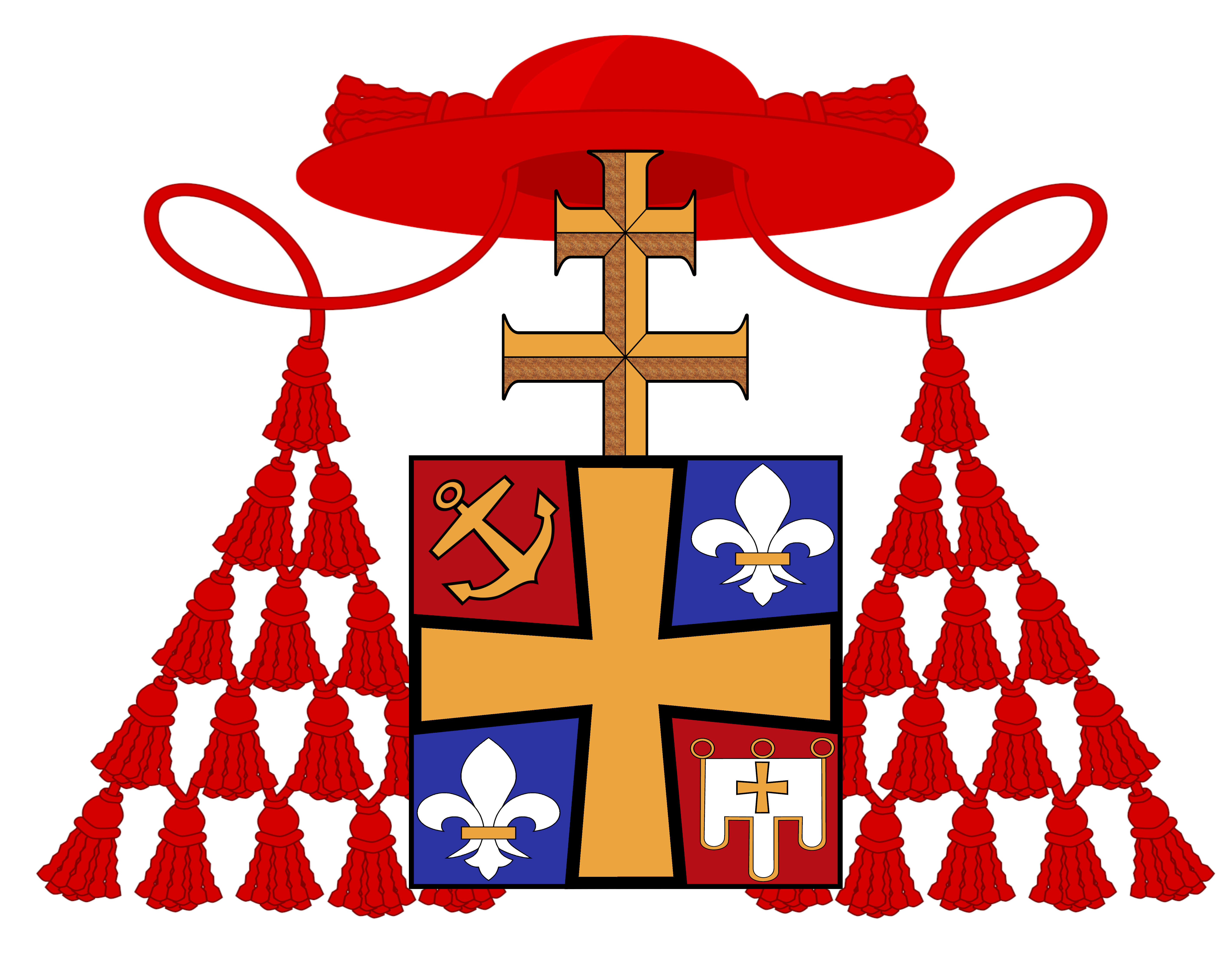
Kardinalswappen

Władysław Kardinal Rubin (* 20. September 1917 in Toki, Polen; † 28. November 1990 im Vatikan) war Weihbischof im Erzbistum Gnesen und später Kurienkardinal der römisch-katholischen Kirche.

## Leben
Władysław Rubin studierte in Lemberg, Beirut und Rom Katholische Theologie und Philosophie. Während des Zweiten Weltkrieges wurde er in einem Arbeitslager interniert und trat nach seiner Entlassung der Polnischen Armee bei. 1946 empfing er in Beirut das Sakrament der Priesterweihe und betreute dort anschließend als Seelsorger die polnischen Flüchtlinge. Weitere Studien führten ihn nach Italien, wo er in den Jahren 1953 bis 1958 an verschiedenen Orten polnische Immigranten betreute. Von 1959 bis 1964 leitete er in Rom als Rektor das Päpstliche Kolleg für die Studenten aus Polen.
Am 17. November 1964 ernannte ihn Papst Paul VI. zum Titularbischof von Serta und zum Weihbischof in Gnesen. Die Bischofsweihe spendete ihm der Polnische Primas, Stefan Kardinal Wyszynski, am 29. November desselben Jahres. Dieser ernannte ihn auch zum Beauftragten des Primas von Polen für die Seelsorge an den polnischen Auswanderern. Im Februar 1967 fungierte er als Generalsekretär bei der Weltsynode der Bischöfe. Papst Johannes Paul II. nahm Wladyslaw Rubin am 30. Juni 1979 als Kardinaldiakon mit der Titeldiakonie Santa Maria in Via Lata in das Kardinalskollegium auf und übertrug ihm 1980 das Amt des Kardinalpräfekten der Kongregation für die orientalischen Kirchen. Am 30. Oktober 1985 legte er dieses Amt jedoch noch vor Erreichen der Altersgrenze nieder. Zwei Tage vor seinem Tod wurde er unter Beibehaltung seiner Titeldiakonie zum Kardinalpriester pro hac vice erhoben. Er starb am 28. November 1990 und fand seine letzte Ruhestätte in der Kathedrale von Lubaczów in der Erzdiözese Lemberg.